# Marathon van Parijs 1996
De marathon van Parijs 1996 werd gelopen op zondag 21 april 1996. Het was de twintigste editie van deze marathon.
De Portugees Henrique Cristostomo kwam bij de mannen als eerste over de streep in 2:12.16. De Roemeense Alina Gherasim won bij de vrouwen in 2:29.32.

## Uitslagen

### Mannen
| rang   | naam                 | land | tijd    |
| ------ | -------------------- | ---- | ------- |
| Goud   | Henrique Cristostomo | POR  | 2:12.16 |
| Zilver | Isidro Rico          | MEX  | 2:12.21 |
| Brons  | Fernando Couto       | POR  | 2:12.22 |
| 4      | Mwenze Kalombo       | COD  | 2:12.26 |
| 5      | Lawrence Peu         | RSA  | 2:12.54 |
| 6      | Oleg Strizhakov      | RUS  | 2:13.01 |
| 7      | Andrew Masai         | KEN  | 2:13.55 |
| 8      | Mohamed Guennani     | MAR  | 2:13.56 |
| 9      | Severino Bernardini  | ITA  | 2:14.31 |
| 10     | Pascal Fetizon       | FRA  | 2:14.35 |

### Vrouwen
| rang   | naam               | land | tijd    |
| ------ | ------------------ | ---- | ------- |
| Goud   | Alina Gherasim     | ROU  | 2:29.32 |
| Zilver | Elena Razdrogina   | RUS  | 2:31.17 |
| Brons  | Nadia Prasad       | NCL  | 2:31.27 |
| 4      | Sonia Maccioni     | ITA  | 2:31.36 |
| 5      | Judit Nagy         | HUN  | 2:32.00 |
| 6      | Albertina Machado  | POR  | 2:32.57 |
| 7      | Nadezhda Wijenberg | RUS  | 2:33.31 |
| 8      | Josette Colomb     | FRA  | 2:33.33 |
| 9      | Marie-Helene Ohier | FRA  | 2:34.46 |
| 10     | Christine Mallo    | FRA  | 2:35.02 |

1976 ·
1977 ·
1978 ·
1979 ·
1980 ·
1981 ·
1982 ·
1983 ·
1984 ·
1985 ·
1986 ·
1987 ·
1988 ·
1989 ·
1990 ·
1991 ·
1992 ·
1993 ·
1994 ·
1995 ·
1996 ·
1997 ·
1998 ·
1999 ·
2000 ·
2001 ·
2002 ·
2003 ·
2004 ·
2005 ·
2006 ·
2007 ·
2008 ·
2009 ·
2010 ·
2011 · 
2012 · 
2013 ·
2014 ·
2015 ·
2016 ·
2017